# Škofija Zrenjanin
Škofija Zrenjanin oziroma Zrenjaninska škofija/Bečkereška škofija (latinsko Diœcesis Zrenianensis; angleško Diocese of Zrenjanin; madžarsko Nagybecskereki egyházmegye; hrvaško Zrenjaninska/Bečkerečka biskupija; srbsko Зрењанинска епархија; nemško Bistum Groβbetschkerek; romsko Eparhia O Baro Bečkerek; romunsko Episcopia de Becicherecu Mare) je rimskokatoliška škofija v Vojvodini – Srbiji - s sedežem v Zrenjaninu (Bečkereku). Sedanji rezidencialni škof je od 18. marca 2024 Mirko Štefković, ki je bil slovesno umeščen 1. junija istega leta. Škofija je večnarodnostna ter v njej živijo katoliški Madžari, Nemci in Hrvati, pa tudi Slovenci, Bolgari (tako imenovani Palčani), Čehi, Slovaki, Romuni in Cigani.
Škofija spada v Beograjsko metropolijo s sedežem v Beograduin je članica Mednarodne škofovske konference svetega Cirila in Metoda.

## Zgodovina

### Kaloška nadškofija in metropolija
Kaloško-baška nadškofija (nadškofija Kaloče in Bača - Arcidioecesis Colocensis et Bachiensis) je imela pod svojim okriljem številne škofije. Na zemljevidu je pobarvano področje, ki ga je obsegala v 18. stoletju in sicer se je razprostirala po uvedbi dualizma v ogrskem delu Avstroogrskega cesarstva; njene naslednice nahajamo v več današnjih državah: Madžarski, Srbiji, Romuniji in Hrvaški.
Čanadska škofija je od svojih začetkov - ni ugotovljeno, od kdaj točno - nekako od 11. stoletja - pa do ukinitve 1923 - pripadala pod metropolijo in nadškofijo Kaločo.

### Nastanek in razvoj Čanadske škofije
Zgodovino Zrenjaninske ali Bečkereške škofije lahko lažje dojamemo, če jo postavimo v njen Sitz im Leben (tj. v njen zgodovinski okvir). Ta jo pa neločljivo veže z zgodovino Čanadske škofije, ki je bila ustanovljena 1030, ko je prvi ogrski krščanski vladar sveti Štefan ustanovil v Panoniji med drugimi tudi škofijo s sedežem v Čanadu – ter na njeno čelo postavil benediktinskega blagovestnika baskovskega rodu svetega Gerarda, ki je prispeval levji delež k pokristjanjevanju poganskih Ogrov.
Po njegovi smrti se je začela državljanska vojna, ki se je končala šele s prihodom "strogega in pravičnega" kralja Ladislava, ki je omogočil vsesplošni razcvet. Tatari so nato ob svojem vpadu 1242 požgali škofijski sedež in trdnjavo Čanad, pobili veliko vernikov ter zažgali stolnico in bogato škofijsko knjižnico. Naslednje leto je prevzel vodstvo škof Blaž (Balázs), ki velja za drugega ustanovitelja škofije: obnovil je stolnico, več porušenih cerkva in samostanov. Versko življenje je zopet zacvetelo in tako je imela škofija 1333 dva kapitlja, 20 opatij in benediktinskih samostanov, v 7 dekanijah pa 250 župnij.

### Eno stoletje – štiri nadloge
V XVI. stoletju so Čanadsko škofijo, Ogrsko kraljestvo in skoraj celo Evropo doletele ena za drugo ali pa kar skupaj štiri hude nesreče in nadloge: kmečki upori, Mohačka bitka, zasedba krščanskih dežel
in verske vojne, da ne omenimo še drugih hudih nadlog, kot so kuga, kobilice in lakota.

#### Kmečki upori namesto križarske vojne
Prva nadloga je bil množični upor kmetov in drugih križarjev, kar je pomenilo dvakratno nesrečo: namesto da bi se obrnili zoper nevarnega sovražnika, ki je že oblegal meje kraljestva, so se zbrani križarji obrnili zoper svoje gospodarje, opustošili deželo in oslabili možno obrambo ter takorekoč odprli vrata mogočnemu nasprotniku, ki je to dogajanje budno spremljal. Nezadovoljstvo, ki je med ljudstvom natihoma vrelo zaradi raznih privilegijev gosposke ali prestrogega kaznovanja nekaterih prekrškov, pa tudi širjenja naukov o "ljudski cerkvi", se sedaj ni obračalo več le zoper posamezne krivice, ampak se je pod vplivom teh verskih »ljudskih« gibanj - katarov, husitov, bogumilov – ki so s svojimi idejami, ki so tudi v osnovi Lutrovega nauka - pripravljala plodna tla za izredno hiter prodor protestantizma – sprevrglo v splošni upor zoper družbeni red in hierarhično ureditev, najsi bo svetna ali cerkvena.
1514 se je na Ogrskem na poziv Leona X. na križarsko vojno zbralo čez stotisoč mož, največ kmetov in nižjega klera. Med njimi se je začelo širiti godrnjanje zaradi slabe oskrbe in grdega ravnanja z nekaterimi prestopniki, čemur se je pridružilo še vodstvo in tudi sam poveljnik Doža. Velikanska vojska, namenjena za boj proti "nevernikom", pa se je zdaj kot oborožena drhal obrnila zoper svoje gospodarje: ne le zoper posvetno, ampak tudi zoper duhovno gosposko. Tako so uporniki nabili na kol tudi čanadskega škofa Čákija. Kljub temu, da so dosegli v začetku precej presenetljivih zmag, so bili na koncu poraženi – a njihov vodja kruto mučen in umorjen, skupaj z mnogimi soudeleženci. Dežela je bila opustošena, ljudstvo pa med seboj nepomirljivo sprto. V takih razmerah je bil papež prisiljen preklicati križarsko vojno, ki bi verjetno še tik pred zdajci zaustavila osmansko prodiranje proti Srednji Evropi.

#### Usodna Mohaška bitka
To stanje so spretno izkoristili Turki, ki so z veliko vojsko pod mladim, častihlepnim in sposobnim Sulejmanom dobro desetletje nato prihrumeli v Panonijo in v bitki pri Mohaču 1526 kljub žilavemu odporu in junaški borbi popolnoma porazili krščansko vojsko; poleg kralja je življenje izgubilo več škofov, med njimi tudi čanadski Čáholi.

#### Osmanska zasedba škofije
Tretja nesreča je bila turška zasedba, ki je temu porazu sledila. 1552 je padla trdnjava Temišvar - in zasedli so celotno ozemlje Čanadske škofije; to je pomenilo preganjanje kristjanov in zlasti duhovnikov, ki so postali drugorazredni državljani; novi oblastniki so krščansko rajo hudo obdavčili, zahtevali krvni davek harač – in praktično onemogočali prakticiranje krščanstva v javnosti. To zatiranje je preživelo le nekaj cerkva in župnij, saj ni bilo dovoljeno graditi novih. Škofje so upravljali svoje škofije le od zunaj. Zanimivo pa, da so trpeli pripadnike frančiškanov in jezuitov kot neke vrste dervišov. Znano je, da si je sveti Frančišek med večletnim bivanjem v Sveti deželi s svojo miroljubnostjo in ponižnostjo, zlasti pa s skromnostjo in uboštvom - uspel pridobiti naklonjenost sultana, ki ga je odslovil s pohvalnimi besedami ter dovolil njegovemu redu oskrbo romarjev po svetih krajih. Frančiškani so tako mogli ustanavljati svoje samostane tudi na področju Čanada: v Temišvarju, pa znani Marijini božji poti na Lipovi in Mariji Radni.

#### Verske vojne med kristjani
Zgodovinar Holzer pravi glede izbruha in širjenja reformacije: 
| Die Kirche vor der Reformation | Cerkev pred reformacijo |
| --- | --- |
| Die Reformation, "die gröβte Katastrophe für die Kirche seit ihrem Bestehen" (Lortz), hatte ihren Anfang genommen. Die Reformation war jedoch nicht die Tat eines einhzelnem Mannes, sondern ein langer Prozeβ, den schon Joachim von Fiore eingeleitet hatte, der von Philipp IV., Wilhelm von Ockham, Marsilius von Padua, den Katharern, Waldensern, von Wiclif und Hus vorangetrieben wurde und bis zu Luther führte, der durch persönliche Probleme veranlaβt, zum Funken wurde und ein schon lange bereitstehendes Pulverfaβ zur Explosion brachte. | S tem se je začela »za Cerkev največja nesreča vse od njenega začetka,«, kot je reformacijo označil Lortz. Vendar reformacija ni bila delo enega samega človeka, ampak daljše dogajanje, ki ga je vpeljal že Joahim Florski , ga nadaljevali Filip Lepi, Viljem Okamski, Marsilij Padovanski, katari, valdežani, Wiclif in Hus in je pripeljalo vse do Lutra, ki so ga vodili osebni problemi, da je postal iskra, ki je povzročila, da je že dolgo pripravljeni sod smodnika eksplodiral. |

Res je sicer, da je med verniki že skozi desetletja odmeval klic po obnovi Cerkve in capite et in membris. To je poskusil udejanjiti – seveda neuspešno – tudi Peti lateranski koncil. Ko pa se je reformacija začela, so se »duhovnim« nagibom kaj kmalu primešali čisto »posvetni«, ki so pripeljali do krvavih dolgoletnih verskih vojn. Papež Leon X. je še pred svojo smrtjo brezuspešno poskušal pomiriti med seboj se vojskujoče evropske vladarje in poslal ogrskemu kralju kot pomoč trideset tisoč zlatnikov; obenem pa se je tudi sam zapletel v vojno s francoskim kraljem Francem; s pomočjo Karla V. je Francoze izgnal iz Milana. Ti spori so bili kot voda na mlin osvajalskim osmanskim težnjam, ki so 1521 zasedli Beograd, 1526 pa v bitki pri Mohaču porazili Ogrsko kraljestvo, ki je v tem neenakem boju na življenje in smrt bilo prepuščeno samo sebi. 
Reformacija se je iz Nemčije bliskovito širila na sever in vzhod, iz Švice pa na jug in vzhod, tudi na Ogrsko in Poljsko. Najmočnejši razširjevalec ni bila gorečnost pridigarjev niti hrepenenje ljudstev, kot skušajo to večkrat prikazati; glavni razlog je bil odvzem cerkvene zemlje, trinoštvo zemeljskih gospodov in radovednost po novotarijah. Katoličane in zlasti škofe so začeli preganjati, in mnogi so končali življenje v ječi ali na morišču, med drugim tudi na Švedskem, kjer je luteranstvo postalo državna vera. »To je bila taka reformacija« - pravi protestant Leon – »ki je ustrezala skoraj izključno čutnim zadovoljstvom in kraljevemu pomanjkanju denarja: cerkveno in samostansko zemljo si je prisvojil in podelil z velikaši, da bi se seveda sam gmotno najbolj opomogel.«
Čeprav se mnenja zgodovinarjev še danes krešejo v zvezi z mitom, da je 31. oktobra 1517 Luter pribil na vitenberška cerkvena vrata svojih 95 tez – vendarle se zgodovinarji strinjajo, da se je takrat začelo versko gibanje imenovano reformacija. 
Njegovo učenje se v marsičem tudi danes razlikuje od katoliškega – in mu vsaj v petih važnih točkah očitno nasprotuje: 
1. Sola scriptura (samo sveto pismo),
2. Solus Christus (samo Kristus),
3. Sola fide (samo vera),
4. Sola gratia (samo milost) in
5. Soli Deo gloria (samo Bogu gre slava).

To bi lahko preprosteje povedali takole: "Za zveličanje je zadosti samo sveto pismo (brez ustnega izročila), samo Kristus (brez svetih podob), samo vera (brez del), samo milost (brez zakramentov in hierarhije) ter samo Bog (brez Marije, angelov in svetnikov). Taki nauki so bili očitno v nasprotju s tradicijo in katoliškim naukom, marsikaj pa tudi s svetim pismom; nekatere pretiranosti so skušali že tedanji protestantski teologi omiliti; zlasti to velja za trditev, da je vera brez dobih del zadostna za zveličanje.
Navadnim in neukim vernikom pa je bilo najbolj očitno to nasprotje glede na nauk o češčenju svetih podob, ki se ga prvotni protestantizem ni držal le akademsko: uničevanja dragocene "malikovalske" kulturne dediščine se je celo sam Luter udeleževal tudi dejavno. Ščitil ga je namreč ravno taisti saški volilni knez Friderik, ki bi ga moral držati v ječi. On pa ga je le navidezno dal zapreti na grad Wartburg; tam ga ni smel videti nihče razen služabnikov, ki sta mu nosila hrano in skrbela za njegovo sobo, dokler mu ni zrasla brada in ni bilo več opaziti duhovniške tonzure. Vmes je bil nekaj dni skrivaj v Wittenbergu, kjer so njegovi pristaši oskrunili več cerkva, razbili oltarje in kipe svetnikov, uničili svete podobe in odpravili mašo. Beg iz samostanov je bil takrat tolikšen, da so morali ukiniti nemško pokrajino avguštinskega reda. Lutra pa se je zaradi prevratniškega toka reformacije polaščala vedno hujša depresija; mučili so ga dvomi in očitki vesti, večkrat pa se mu je zdelo, da ga zalezuje hudič in se je spraševal, ali je res resnica na njegovi strani.
Protestantizem pa se je neverjetno hitro (raz)širil po celi Evropi, tako tudi po Ogrskem kraljestvu kot v Čanadski škofiji. K temu so levji delež prispevala nesoglasja med cesarjem in papežem, katerega je bolj skrbela usoda njegove Državice kot pa usoda katolištva; najbolj se je namreč renesančni Leon bal - prav tako njegovi bolj duhovno usmerjeni nasledniki - da bi kaka velesila obkrožila njegovo državno posest. Karel V. je bil vseskozi glede na dane možnosti večji varuh katoliških interesov kot papež, ki pa ga je na koncu vendarle okronal kot poslednjega za rimskega cesarja.
Protestantizem se je na ogrskih tleh pojavil zelo zgodaj - že pred Mohačko bitko, ko so razni potujoči pridigarji in študentje širili „novo vero”. Na ljudstvo pa je napravil večji vtis resni, asketski in depresivni Kalvin kot pa življenja, številne družine ter dobre jedače in pijače se veseleči Luter. Takrat so Madžari dobili tudi prvi popolni prevod svetega pisma, ki ga je 1590 pripravil Károlyi.
Do konca 16. stoletja se je tako protestantizem razširil skoraj po celem Ogrskem kraljestvu, čeprav je dežela uradno še vedno bila katoliška - kar je pripeljalo do dolgotrajnih vojnih spopadov; poleg tega pa so bili sami protestanti medsebojno hudo razdeljeni: pripadniki višjega plemstva so bili evangeličani, nižje plemstvo kalvinci, nemški prebivalci svobodnih mest luteranci, po trgih in vaseh pa so Madžari bili samosvoji reformati - zlasti na Sedmograškem.
Nietzsche je torej z razlogom smatral reformacijo za „veliko zgodovinsko nesrečo“, ki je razdelila nemški narod; medtem pa jo cerkveni zgodovinar Josef Holzer ima za „najhujšo nesrečo krščanstva“, - ker je nepomirljivo razdelila kristjane na več nasprotnih taborov in jih sprla med seboj do dandanes. To pa ni ostalo le na akademski ravni, kakor tudi med glavnimi vzroki tega gibanja niso bila le verska vprašanja, ampak (predvsem) čisto posvetna, ki so le pod verskim plaščem izbruhnila na plan. Redno se je namreč dogajalo, da je zemeljski gospodar s sprejetjem „nove vere“ postal tudi lastnik cerkvenega premoženja. Švedski kralj, ki je pri vstopu na prestol prisegel, da bo branil katoliško vero – se je takoj nato polastil cerkvene zemlje - kar je pomenilo polovico dežele - in začel preganjati katoličane. Ni osamljeno mnenje, da kljub nekaterim pozitivnim vrednotam, - v reformaciji pravzaprav ni bilo nič osvobajajočega – ampak je postala povod za desetletja trajajoče verske vojne, ter so tako kristjani postali lahek plen Osmanov, ki so hoteli razširiti islam po celi Evropi. Cesar Karel V. se je pred prelivanjem krvi - ki bi vsekakor bilo posledica vračanja v prvotno stanje - raje umaknil v samostansko tišino, kjer je preživel zadnja leta v molitvi in pokori.

### Obnova, osvoboditev in razcvet
Katoliška obnova
Pri katoliški obnovi ne moremo mimo njene vodilne osebnosti, jezuita in kardinal Petra Pazmanja,imenovanega tudi Ogrski škrlatni Cicero. Po temeljiti izobrazbi je začel neutrudno pisati pisma in knjige, v katerih je dokazoval pravilnost katoliške vere v primeri s protestantskimi učenji.
Rodil se je v Velikem Varadinu v samostojni kneževini Sedmograški v samosvoji kalvinistični  družini srednjega plemstva. Po smrti prve žene Marjete se je 1582 njegov oče Nikolaj (Miklós Pázmány) – župan v Biharju, oženil s katoličanko Barbaro (Toldy Borbála). Pod vplivom mačehe in prvega madžarskega jezuita – sorodnika Štefana (István Szántó) - se je kot trinajstletnik s celo družino 1583 vrnil v katoliško vero. To ni bilo nič nenavadnega, saj so v tistih nemirnih časih ogrski plemiči menjali glede na razmere svojo veroizpoved skoraj dnevno. Stric je menil, da je "stara" (tj. katoliška) vera le bolj zanesljiva od "nove" (tj. protestantovske), pa so ga poslali 1583 v jezuitsko gimnazijo v Klužu,a že 1588 je vstopil v Družbo Jezusovo in postal 1597 profesor filozofije v Gradcu. 
1600 se je vrnil na Ogrsko, kjer je kmalu postal škof v Nitri, 1616 ostrogonski nadškof, končno pa 1629 kardinal in primas celotne Ogrske. Na svoj sedež v Ostrogonu pa ni mogel, ker so ga zasedali Turki; pravzaprav je stalno bival v Trnavi.
Pazmanj se je zapletel v pisno polemiko s protestantskim pridigarjem Madžarijem, ki je v polemični iz nemščine prevedeni knjigi Vzroki za veliko pokvarjenost v deželi (1602) obdolžil „malikovanje“ v katoliški Cerkvi za glavnega krivca. Peter se je takoj spravil k pisanju in v Odgovoru Štefanu Madžariju (1603) dokazoval, da pa je temu vzrok protestantizem. Pred nastopom jezuitov se ne dovolj izobražena duhovščina protestantskim napadom na katolištvo ni upala ugovarjati. Peter je s svojim vsestranskim znanjem - pa tudi hudomušnostjo in dobrohotnostjo – prisilil nasprotnike k molku, a mnoge pridobil. Njegovi železni logiki protestanti niso znali ugovarjati in so se mogli omejiti le še na osebne napade, tudi oborožene.
Pazmanj je bil najpomembnejši predstavnik katoliške obnove na Ogrskem, ki so jo uspešno izvajali jezuiti in spada k prvovrstnim pridigarjem; s pisanjem, pridiganjem in še zlasti s svojimi osebnimi stiki s soplemiči je privedel nazaj v katolištvo cele plemiške rodovine, oni pa svoje podložnike. Veliko je prispeval k podpisu mirovnega sporazuma 1622 med kalvinskim vladarjem Sedmograškega Bethlenom in katoliškim svetorimskim cesarjem Ferdinandom po tridesetletni verski vojni. V sporazumu je bilo tudi določilo, da morajo zemljiški gospodarji svojim podložnikom omogočati svobodno odločanje glede veroizpovedi.
Peter Pazmanj je bil torej glavno gibalo katoliške obnove, tako da ni daleč od resnice trditev: "rodil se je v protestantovski, a umrl v katoliški Ogrski" – in tako imajo tudi danes na Madžarskem katoličani več kot dvetretjinsko večino, medtem ko je v Vojvodini in Čanadski škofiji odstotek mnogo višji.
Kosztolányi  celo pravi, da je Pazmanj oče in zakonodajalec madžarske proze, ki je bila v njegovem času korenitejša in jedrnatejša od poznejše.« 
Osvoboditev izpod turškega jarma
1716 so avstrijske čete pod vodstvom Evgena Savojskega osvobodile Banat in najpomembnejše mesto Temišvar, kar je omogočilo oživitev Čanadske škofije. Ker je bilo mesto in trdnjava Čanad opustošeno, je postalo novo središče Segedin; škof Nádasdy je tam ustanovil stolni kapitelj in večkrat obiskal škofijo. Oživele so stare župnije, ustanovljene pa so bile tudi številne nove; tu so odprli šolo jezuiti, ki so poleg frančiškanov delovali v prid duhovne obnove škofije.
Naseljevanje različnih narodov in verski razcvet
Škof Falkenstein je 1732 prenesel sedež škofije v Temišvar. Najprej so začeli Banat naseljevati predvsem katoliški Nemci in Bolgari-Palčani, ki so bežali pred Turki iz strahu pred maščevanjem zaradi neuspele vstaje; vodil jih je frančiškan Stanislavič, ki je bil čanadski škof  1739-1750, a je že 1740 ustanovil stolni kapitelj. Naseljevali pa so se tudi drugi narodi kot Madžari, Čehi in Hrvati.
Božjepotna Radna je zopet oživela s posvetitvijo cerkve 1767. Po dolgih letih je bila 1804 končno posvečena tudi novozgrajena stolnica, a 1806 odprto semenišče. Vsestransko izobraženi škof Lonovics je 1841 v Temišvarju ustanovil prvo filozofsko in pravno akademijo. Pred Prvo svetovno vojno je imela Čanadska škofija že milijona vernikov v 246 župnijah, 135 kaplanijah in 1101 podružnicah, kjer je vernike oskrbovalo čez 400 duhovnikov.

### Jugoslovanskoobdobje
Z namenom, da bi po šestdesetih letih jalovih pogajanj s Kneževino in nato Kraljevino Srbijo vendarle nekako uredili odnose med Katoliško Cerkvijo in državo Srbijo, je bil končno podpisan konkordat med kraljevino in Svetim sedežem 24. junija 1914. V drugem členu je določeno, da bo ustanovljena v takratni Srbiji nadškofija s sedežem v Beogradu ter sufraganska škofija s sedežem v Skopju. Ker je takrat izbruhnila Prva svetovna vojna, je ostalo le pri sporazumu. Po dolgih diplomatskih pogajanjih je naslednica Kraljevine Srbije - Kraljevina Jugoslavija, ki je nastala 1918 najprej z imenom SHS, začela uresničevati selektivno nekatere točke konkordata in tako je bila: 
- 10. februarja 1923 razglašena apostolska uprava jugoslovanskega dela Banata; s tem je razpadla na tri dele starodavna Čanadska škofija; največji del s središčem v Temišvarju je prigrabila Romunija, najmanjši - severni del, s središčem v Segedinu - je ostal na Madžarskem in je ohranil njeno ime, zahodni del Banata s središčem v Velikem Bečkereku pa je dobila Stara Jugoslavija. Prvi banatski apostolski upravitelj je postal 1923 – in naslednje leto obenem prvi beograjski nadškof – Rafael Rodić (1890-1954)
- 16. decembra 1986 je na tem istem območju nastala Zrenjaninska škofija
- 29. oktobra 1924 je bila razglašena Beograjska nadškofija
- 16. decembra 1986 pa je nastala Beograjska metropolija

## Upravna razdelitev

### Severna dekanija
| Kraj                | Župnija                                | Cerkev zgrajena | Fotka | Fara ustanovljena |
| ------------------- | -------------------------------------- | --------------- | ----- | ----------------- |
| Banatsko Aranđelovo | Cerkev Svete Družine                   | 1870            |       | 1842              |
| Čoka                | Cerkev Svete Trojice                   | 1813            |       | 1808              |
| Hetin               | Cerkev Svete Trojice                   | 1868            |       | 1899              |
| Jazovo              | Cerkev Nadangela Mihaela               | 1900            |       | 1899              |
| Kikinda             | Cerkev sv. Frančiška Asiškega          | 1812            |       | 1807              |
| Nova Crnja          | Cerkev sv. Agate                       | 1844            |       | 1829              |
| Novi Kneževac       | Cerkev sv. Jurija                      | 1858            |       | 1773              |
| Ostojićevo          | Cerkev Svetega Jožefa                  | 1907            |       | 1853              |
| Padej               | Cerkev Marije Snežne                   | 1842            |       | 1807              |
| Rusko Selo          | Cerkev Svetih apostolov Petra in Pavla | 1933            |       | 1332              |
| Sajan               | Cerkev Svetega Štefana Ogrskega        | 1901            |       | 1806              |
| Sanad               | Cerkev Marijinega rojstva              | 1806            |       | 1810              |
| Toba                | Cerkev Svete Trojice                   | 1873            |       | 1864              |

### Stolna ali Srednja dekanija
| Kraj            | Župnija                       | Cerkev zgrajena | Fotka | Fara ustanovljena |
| --------------- | ----------------------------- | --------------- | ----- | ----------------- |
| Banatska Topola | Cerkev Marijinega Vnebovzetja | 1899            |       | 1855              |
| Banatski Dvor   | Cerkev sv. Rozalije           | 1825            |       | 1332              |
| Belo Blato      | Cerkev sv. Elizabete Ogrske   | 1896            |       | 1870              |
| Boka            | Cerkev Marijinega oznanjenja  | 1840            |       | 1333              |
| Jaša Tomić      | Cerkev Marijinega vnebovzetja | 1911            |       | 1795              |
| Mihajlovo       | Cerkev Nadangela Mihaela      | 1856            |       | 1989              |
| Mužlja          | Cerkev Marijinega Imena       | 1902            |       | 1909              |
| Neuzina         | Cerkev Marije Snežne          | 1895            |       | 1855              |
| Novi Bečej I    | Cerkev sv. Klare Asiške       | 1809            |       | 1332              |
| Novi Bečej II   | Cerkev sv. Štefana Ogrskega   | 1903            |       | 1881              |
| Novo Miloševo   | Cerkev sv. Magdalene          | 1842            |       | 1796              |
| Torda           | Cerkev sv. Janeza Nepomuka    | 1848            |       | 1803              |
| Zrenjanin       | Stolnica sv. Janeza Nepomuka  | 1868            |       | 1333              |

### Južna dekanija
| Kraj       | Župnija                                  | Cerkev zgrajena | Fotka | Fara ustanovljena |
| ---------- | ---------------------------------------- | --------------- | ----- | ----------------- |
| Bela Crkva | Cerkev Svete Ane                         | 1806            |       | 1723              |
| Borča      | Cerkev Povišanja Sv. Križa               | 1905            |       | 1989              |
| Debeljača  | Cerkev Marijinega Vnebovzetja            | 1983            |       | 1989              |
| Ivanovo    | Cerkev sv. Vendelina                     | 1892            |       | 1899              |
| Jermenovci | Cerkev Svete Ane                         | 1866            |       | 1868              |
| Kovin      | Cerkev sv. Terezije Avilske              | 1830            |       | 1766              |
| Opovo      | Cerkev sv. Elizabete Ogrske              | 1776            |       | 1332              |
| Pančevo    | Cerkev sv. Karla Boromejskega            | 1790            |       | 1718              |
| Plandište  | Cerkev Kraljice presvetega Rožnega venca | 1813            |       | 1789              |
| Skorenovac | Cerkev sv. Štefana Ogrskega              | 1892            |       | 1892              |
| Starčevo   | Cerkev sv. Mavra                         | 1870            |       | 1767              |
| Vršac      | Cerkev sv. Gerarda                       | 1863            |       | 1720              |

## Sosednje škofije
1. Sremska škofija (jugozahodno)
2. Subotiška škofija (severozahodno)
3. Čanadska škofija (severno)
4. Temišvarska škofija (vzhodno)
5. Beograjska nadškofija (južno)

## Upravna razdelitev Beograjske metropolije
1. Beograjska nadškofija
2. Zrenjaninska (Bečkereška) škofija
3. Subotiška škofija
4. Grškokatoliška škofija v Srbiji
5. Poleg navedenih je članica Mednarodne škofovske konference svetega Cirila in Metoda tudi Sremska škofija s sedežem v Sremski Mitrovici, ki pa upravno spada pod Džakovsko-osiješko metropolijo v sosednji Hrvaški.
6. Prizrenska škofija na Kosovem je sicer tudi članica Mednarodne škofovske konference svetega Cirila in Metoda, vendar je upravno neposredno podrejena Svetemu sedežu v Vatikanu.[45]

## Škofje Čanadske in Bečkereške/Zrenjaninske škofije

### Čanadski škofje
- 1030–1046 Sveti Gerard Čanadski
- 1046–1053 Maver Čanadski
- 1053–1083 dva neznana škofa
- 1083–1113 Lovrenc, čanadski škof
- 1138 Bestertius, čanadski škof
- 1142 Pavel, čanadski škof
- 1156–1169 Štefan, čanadski škof (izvoljen)
- 1188–1192 Saul Győr
- 1192–1193 Krispin, čanadski škof
- 1198–1201 Janez I., ostrogonski nadškof
- 1202–1228 Desiderius, čanadski škof
- 1229–1254 Bulcsú Lád
- 1259–1275 Briccius, čanadski škof
- 1275–1293 Gregor I., čanadski škof
- 1298–1307 Anthon I., čanadski šof
- 1307–1332 Benedikt, čanadski škof
- 1332–1343 Jakab Piancenzai
- 1343–1344 István II. Harcsáki (Büki)
- 1344 Galhard de Carceribus
- 1345–1350 Gergely II. Kapronczai
- 1350–1358 Tamás I. Telegdi
- 1359–1360 Gergely III. Lendvai (Gregor III. Lendavski - Fugyi)
- 1360–1373 Domonkos Bebek
- 1373–1375 Miklós I.
- 1377–1379 Pál II. Péterfia
- 1379–1380 Tamás II.
- 1380–1386 János II. Czudar
- 1386–1395 János III.
- 1395–1397 Lukács I. Órévi
- 1397–1402 Gergely IV. Szeri Pósafi
- 1403–1423 Dózsa Marczalli
- 1423–1443 László I. Marczalli
  - 1434–1438 Albert I. Kerolti
- 1438–1457 Péter I. Remetei Himfi
- 1457–1466 Albert II. Hangácsi
- 1466–1493 János IV. Szokoli
- 1493–1500 Lukács II. Szegedi Baratin
- 1500–1514 Miklós II. Körösszegi Csáki
- 1514–1526 Ferenc I. Csaholi
- 1526–1529 János V. Musinai Gerván
- 1529–1537 János VI. Bonzagnó
- 1537–1552 János VII. Barlabássy
- 1553–1554 Ferenc II. Medgyesi Székely
- 1556–1558 György I. Bódy
- 1559–1561 Péter II. Kapronczay Paulinus
- 1561–1562 János VIII. Kolozsváry
- 1562–1563 Andreas Dudith (Andraž Dudič, András Dudich)
- 1563–1572 Gergely V. Bornemissza
- 1572–1582 Boldizsár Persei Melegh
- 1582–1587 István III. Mathisy
- 1587–1597 Pál III. Szegedy
- 1598–1608 Faustus Verancsics (Fausto Veranzio, Favst Verančič)
- 1608–1623 Matthias I. Herovich (Matjaž Herovič)
- 1623–1625 Emmerich I. Lósy
- 1625–1637 György II. Dubovszky
- 1637–1643 János IX. Szederkényi Püsky
- 1643 György III. Pohronczi Szelepcsényi
- 1643–1644 György IV. Széchenyi
- 1644–1648 Zsigmond I. Szenttamási Zsongor
- 1648–1650 Matthias II. Alsőlelóczi Tarnóczy
- 1651–1652 István IV. Rohonczy
- 1653–1657 Tamás III .Erdődy Pálffy
- 1658–1672 Giacinto Macripodari (Jácint Macripodari, Hiacint Macripodari)
- 1672–1678 Ferdinand Erdődy Pálffy
- 1678–1681 János X. Kéry
- 1681–1685 Miklós III. Galánthai Balogh
- 1685–1686 György V. Fenessy ali Fényessy
- 1686–1689 Mihály I. Lipótfalvy Dvornikovics
- 1689–1699 István V. Telekessy
- 1699 Ferenc III. Jany
- 1699–1707 István VI. Dolny
- 1708- Zsigmond II. Ordody
- 1710 Ferenc IV. Lapsánszky
- 1710–1730 László II. Nádasdy
- 1730–1739 Adalbert von Falkenstein
- 1739–1750 Nikolaj Stanislavič
- 1750–1777 Franz Anton Engl Graf von Wagrain
- 1777–1798 Emmerich Christovich
- 1800–1828 Ladislaus Kőszeghy von Remete
- 1829–1832 Anton Török
- 1834–1850 Jožef Lonovič (Josef Lonovics von Krivina, József Lonovics)
  - 1848–1849 Mihály Horváth (izvoljen)
- 1851–1860 Sándor Csajághy
- 1860–1889 Sándor Bonnaz (Sándor II. Bonnaz)
- 1890–1907 Alexander Dessewffy Cserneki és Tarkeői
- 1908–1911 Ján Černoch (János XI. Csernoch, Janez Černoč)
- 1911–1943 Julij Glattfelder (Julius Glattfelder, Gyula Móri Glattfelder)

### Bečkereški/zrenjaninski škofje
Apostolski upravitelji Bečkereške/Zrenjaninske apostolske uprave:
1. Ivan Rafael Rodić, OFM (1923 – 1936)
2. Josip Ujčić (1936 – 1964)
3. Gabrijel Bukatko (1964 – 1972)
4. Tamás Jung (1972 – 1988)
5. Martin Roos (2020)
6. Ladislav Német, SVD (2022 – 2024)

Redni škofje Zrenjaninske škofije:
1. László Huzsvár (1988 – 2007)
2. Ladislav Német, SVD (2008 – 2022)
3. Mirko Štefković (2024 – danes)

### Zrenjaninska škofija
(angleško)

### Beograjska nadškofija in metropolija
(latinsko)
- Eubel, Konrad (1923). Hierarchia Catholica Medii Aevi (1503–1592) (v Latin). Zv. 3. Monasterii Sumptibus et typis librariae.{{navedi knjigo}}:  Vzdrževanje CS1: neprepoznan jezik (povezava)

(angleško)
- Diocese website
- GCatholic.org
- Catholic Hierarchy
- Diocese website

### Katoliška Cerkev v Srbiji in Jugoslaviji
(srbsko)
- Bojan Munjin: Katolici u Srbiji – snaga je u zajedništvu, a ne u geografiji

(hrvaško)
- Vjekoslav Wagner: Povijest katoličke Crkve u Srbiji u 19. vijeku. Od 1800. do konkordata 1914. godine (1. dio)
- Vjekoslav Wagner: Povijest Katoličke Crkve u srbiji u 19. vijeku. Od 1800. do konkordata 1914. godine (2. dio: Intrige protiv biskupa Strossmayera)
- Zlatko Matijević: Pokušaj razrješenja pravnog položaja Katoličke crkve u Kraljevini SHS 1918-1921. godine